# Alminar

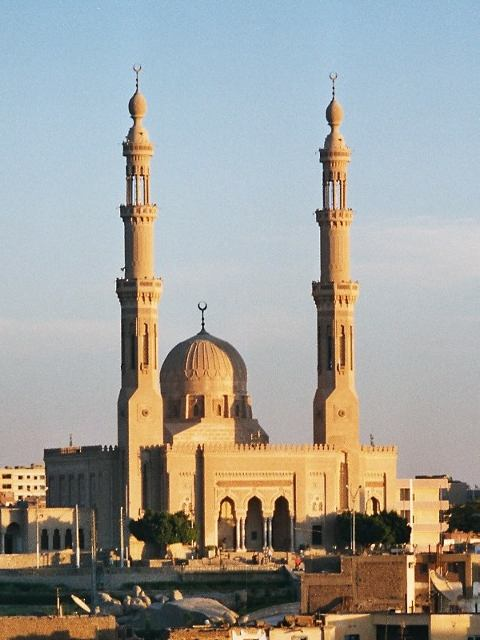
Alminares de la mezquita El-Tabia (Asuán, Egipto).

El alminar o minarete (en árabe: منار‎, romanizado: minār o manār)  designa a cada una de las torres de las mezquitas musulmanas. Por lo general se les usa para proyectar la llamada a la oración por parte del almuédano, pero también han servido como puntos de referencia y como símbolos de la presencia del islam. Pueden tener una variedad de formas, desde torres gruesas y achaparradas hasta agujas o chapiteles delgados.

## Etimología y funciones
Ambos nombres proceden del árabe: el primero directamente al castellano con adición del artículo árabe al-, y el segundo del francés minaret, tomado del turco, minare, que a su vez lo toma del árabe. La palabra árabe minar significa en realidad  «faro», porque en siglos pasados era frecuente la colocación de luces en los minaretes para orientar a los viajeros hacia la ciudad. En árabe la palabra que designa más propiamente a esta parte de la mezquita es مئذنة mi'dhana, es decir, lugar desde donde se realiza el adhan o llamada a la oración; pues su función ritual es proporcionar un entorno elevado para que el muecín o almuédano ( مُؤَذِّن mu'aḏḏin -"gritador"-) efectúe las cinco llamadas ( أَذَان adhan) que cada día se hacen para convocar a la oración ( صلاة salat). Para ello, el minarete suele tener en su parte más alta un balcón que lo rodea, desde el que se lleva a cabo la llamada. En la actualidad, el almuédano se suele ayudar con un sistema megafónico para que se oiga con más facilidad en las grandes ciudades.

### Dominio del espacio
La función del alminar es también marcar la dominación física, visual y sonora del espacio. Existe una gran variedad de estilos de minaretes en el mundo.

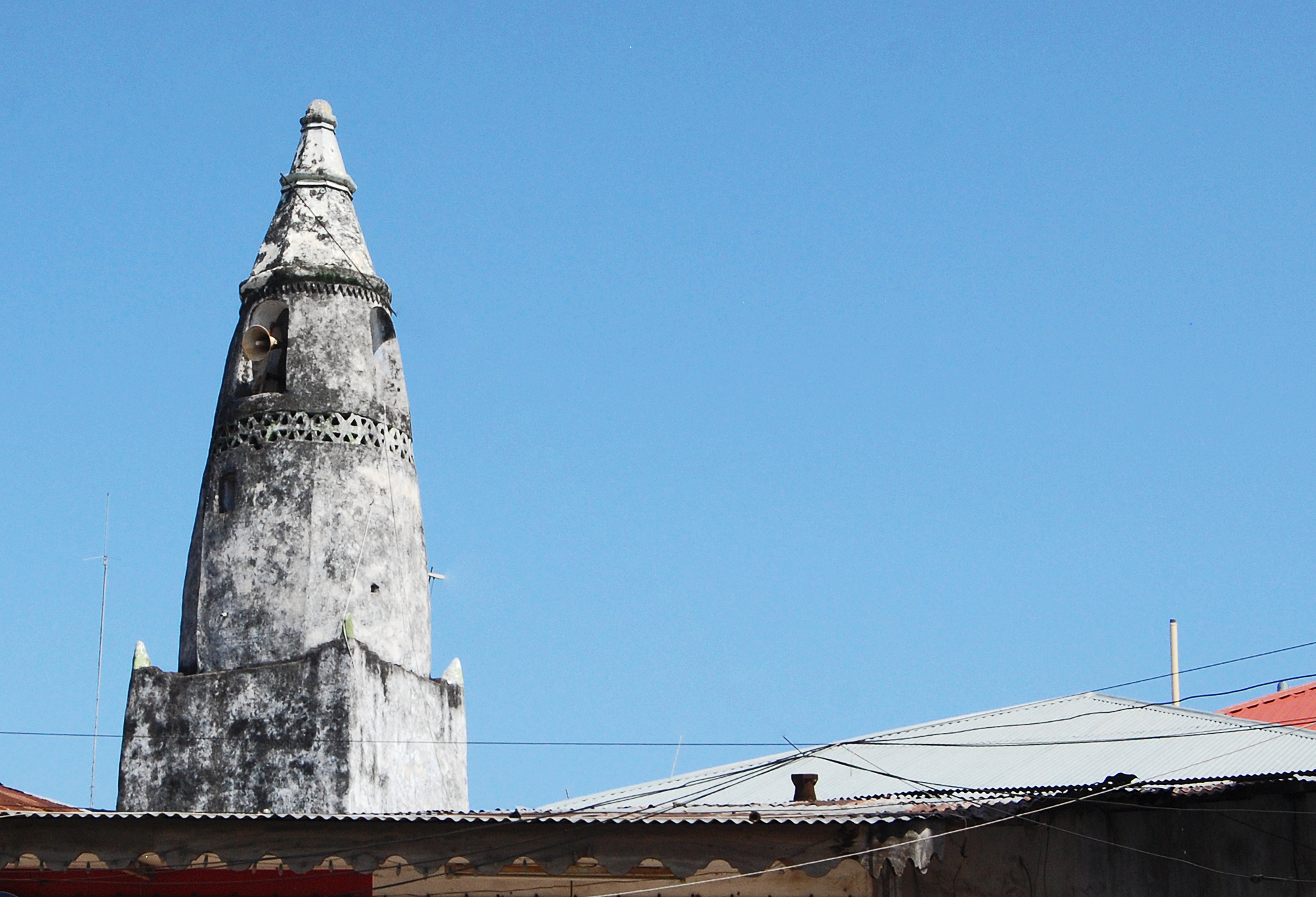
Alminar de la Mezquita Malindi (Zanzíbar).
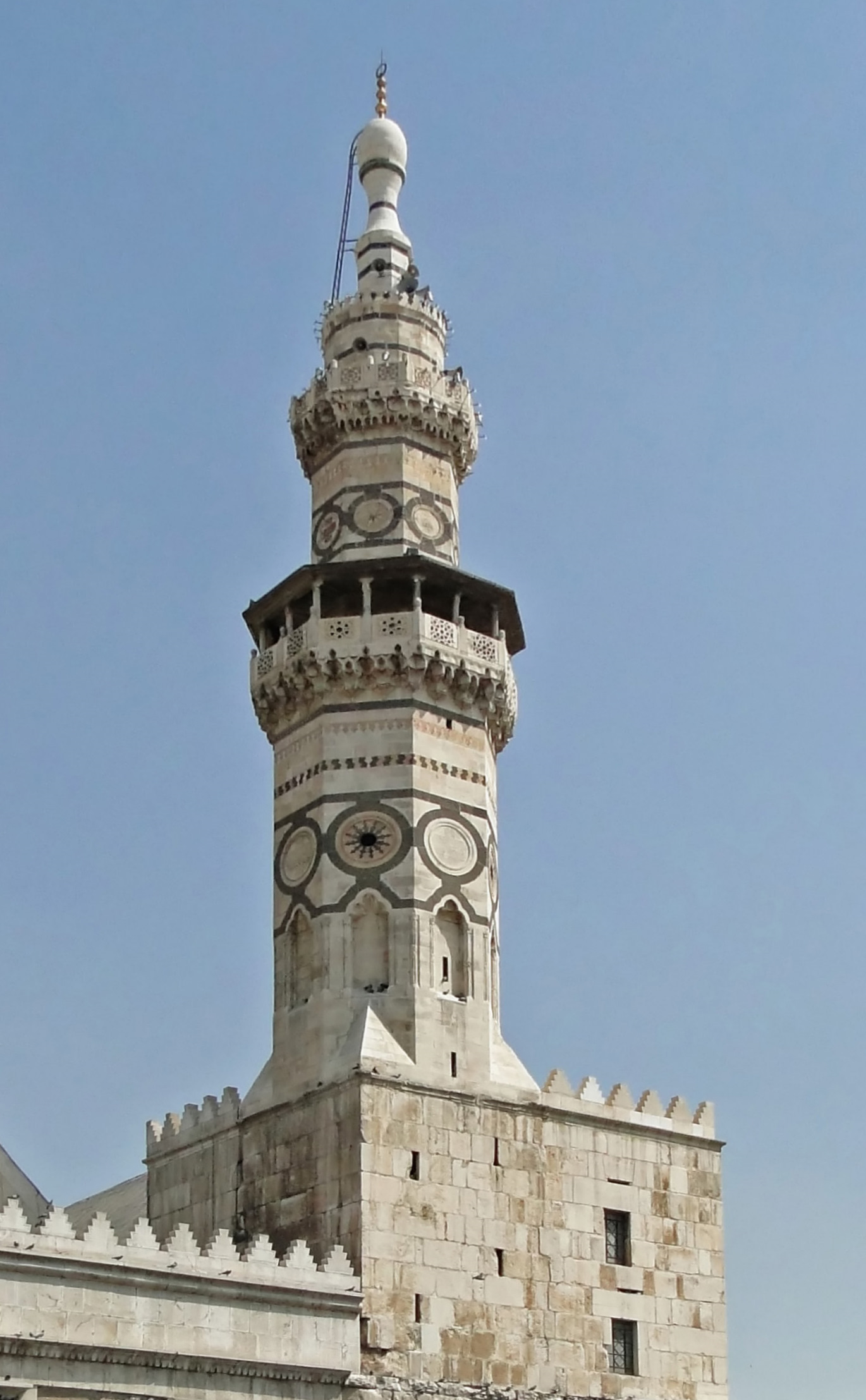
Minarete de Qaitbey de la Mezquita de los Omeyas (Damasco).
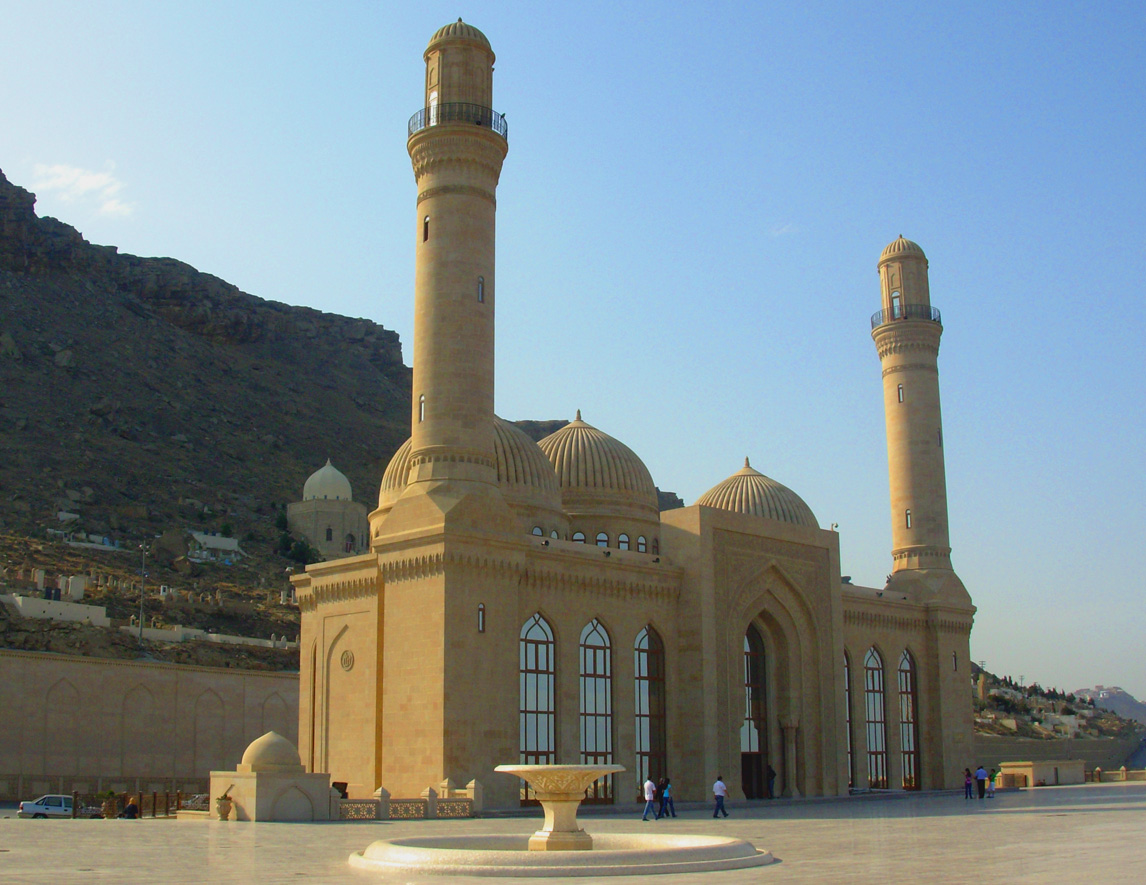
Alminares de la Mezquita Bibi-Heybat (Bakú).

Cuando los turcos convirtieron Santa Sofía en mezquita rodearon con cuatro minaretes la inmensa mole de la cúpula que caracterizaba el perfil de la ciudad. De modo similar, la Reconquista española cristianizó los alminares convirtiéndolos en torres de las iglesias que se levantaban sobre las mezquitas.

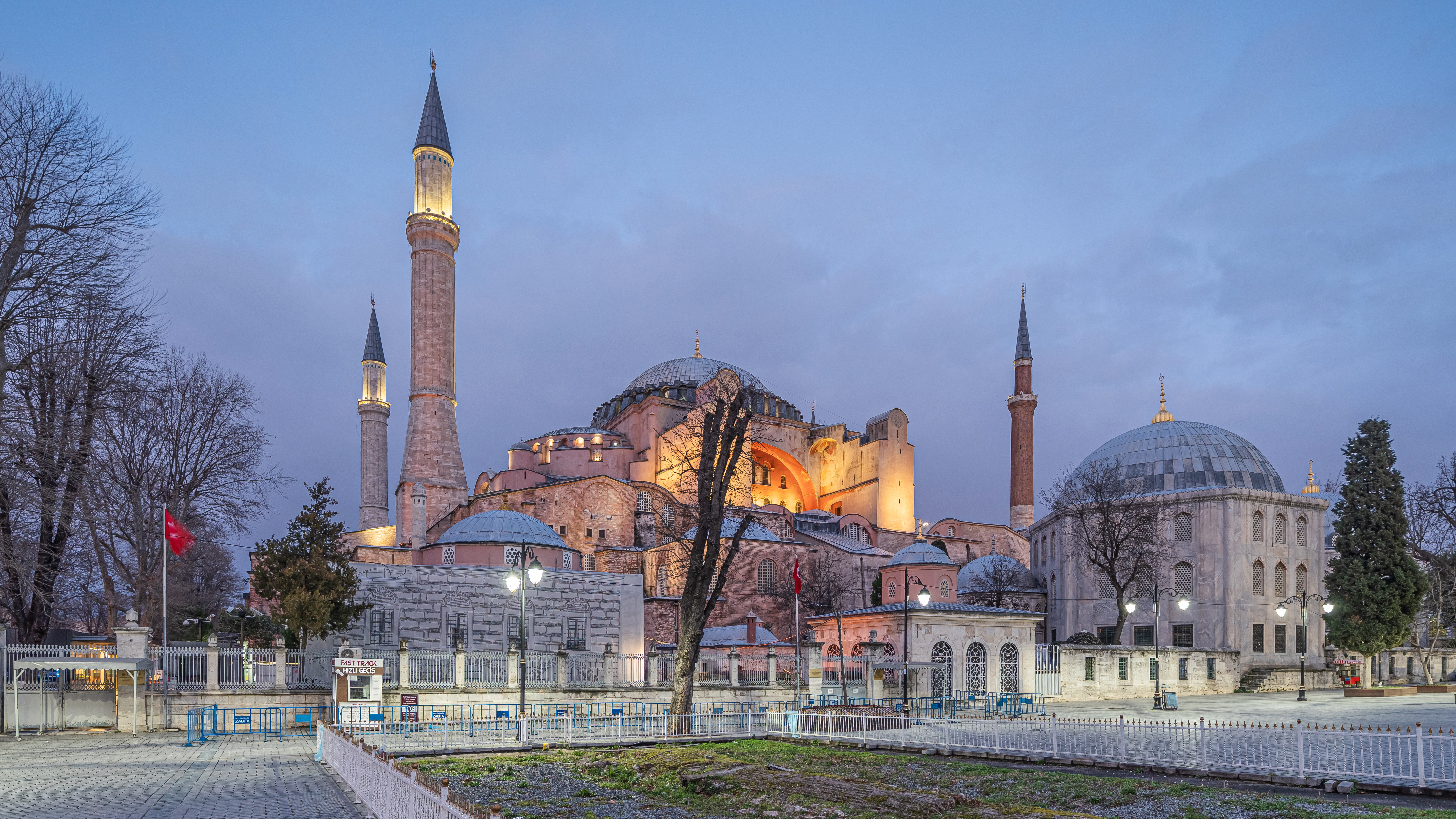
Minaretes de Santa Sofía.
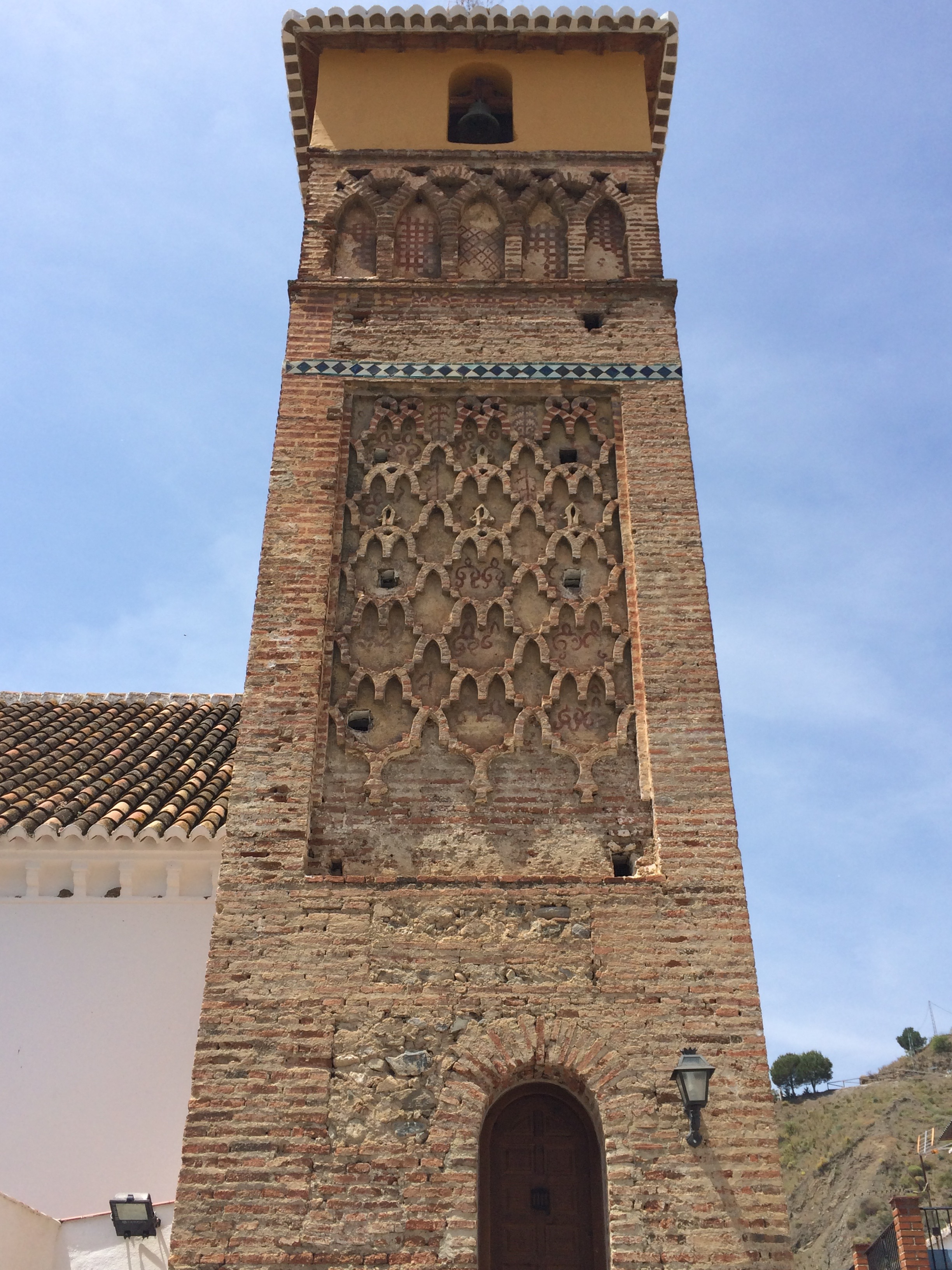
Alminar de la antigua mezquita de Árchez.
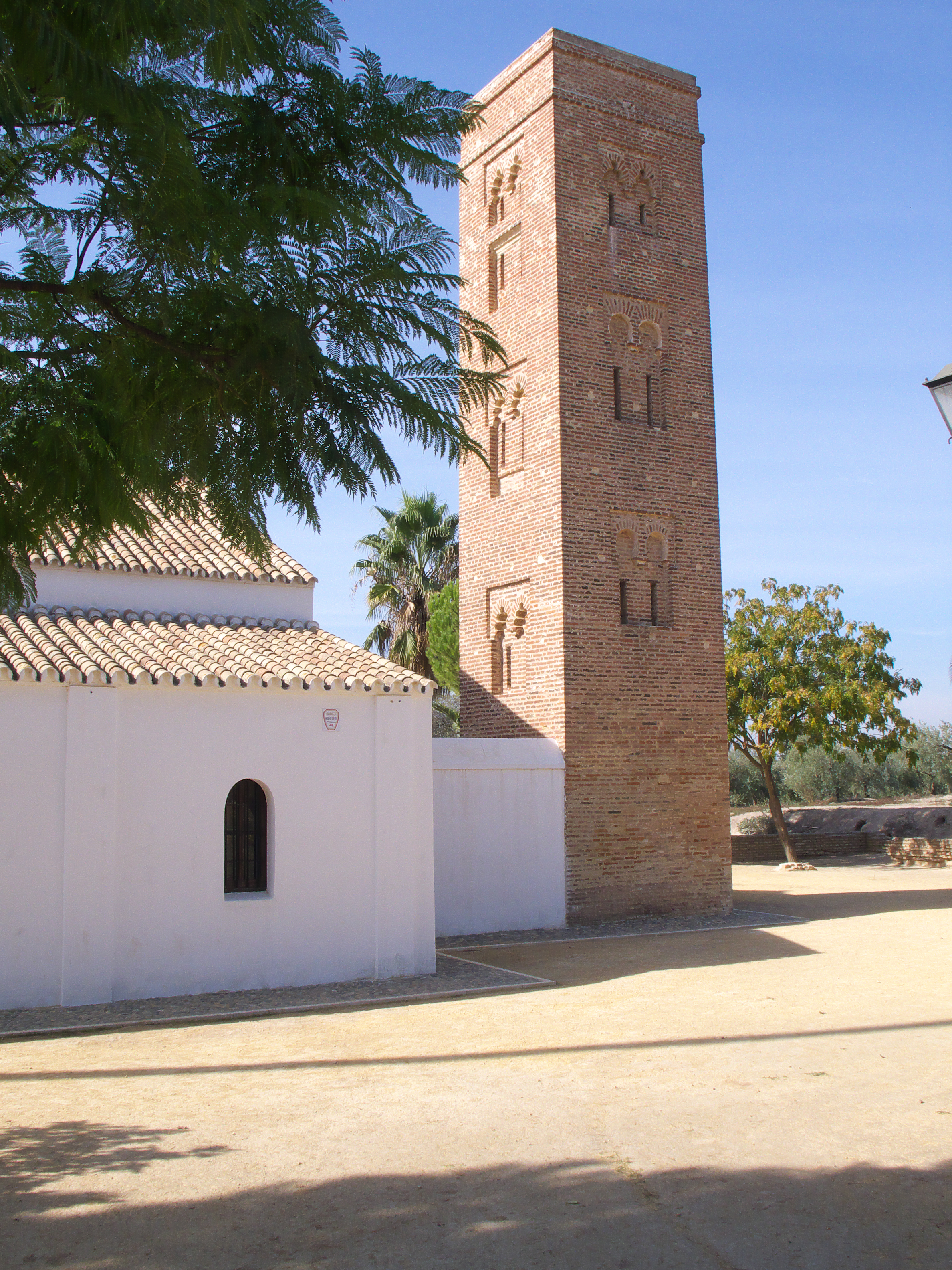
Ermita de Nuestra Señora de Cuatrovitas.
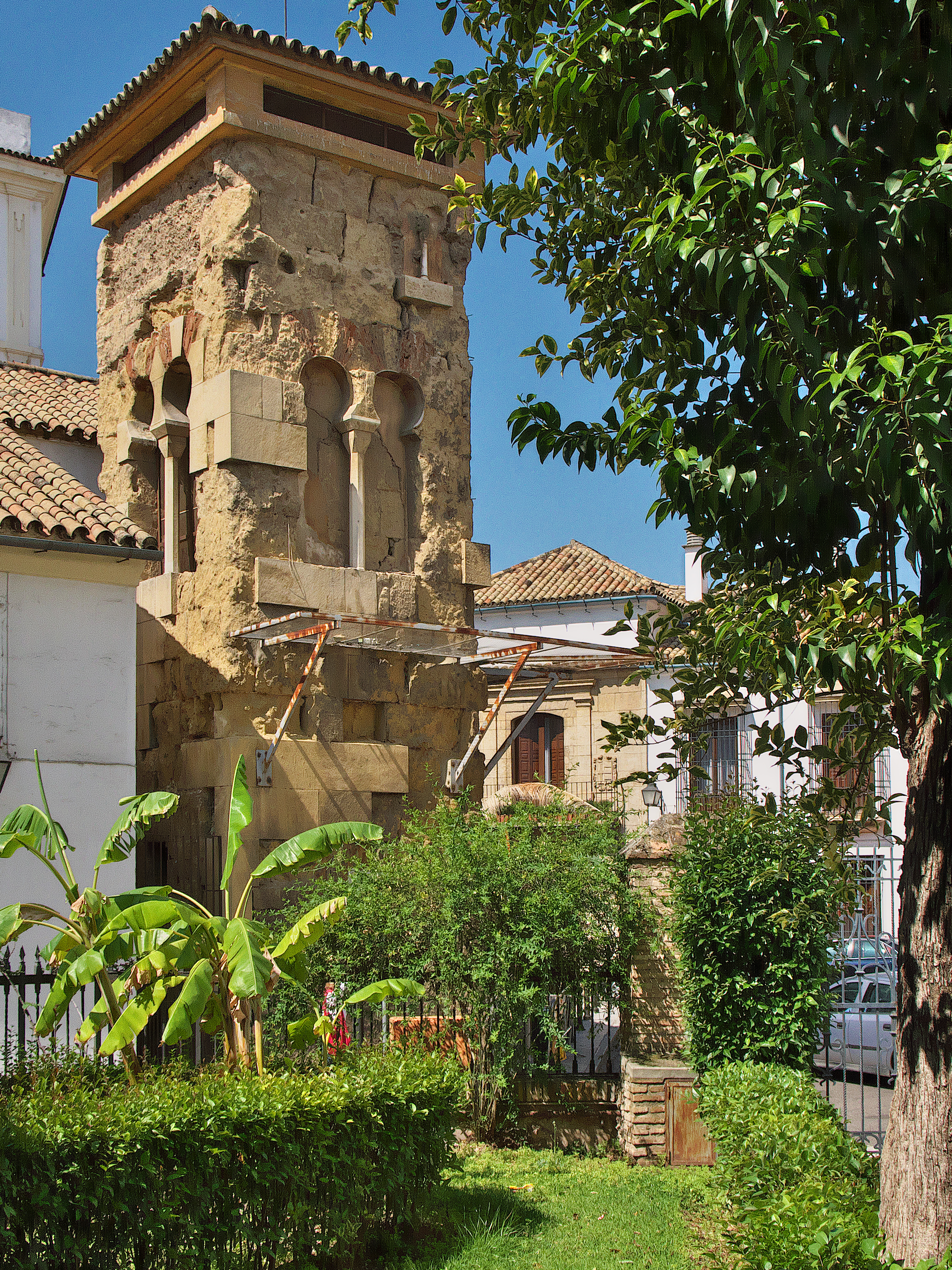
Alminar de San Juan, en Córdoba.

## Forma y número

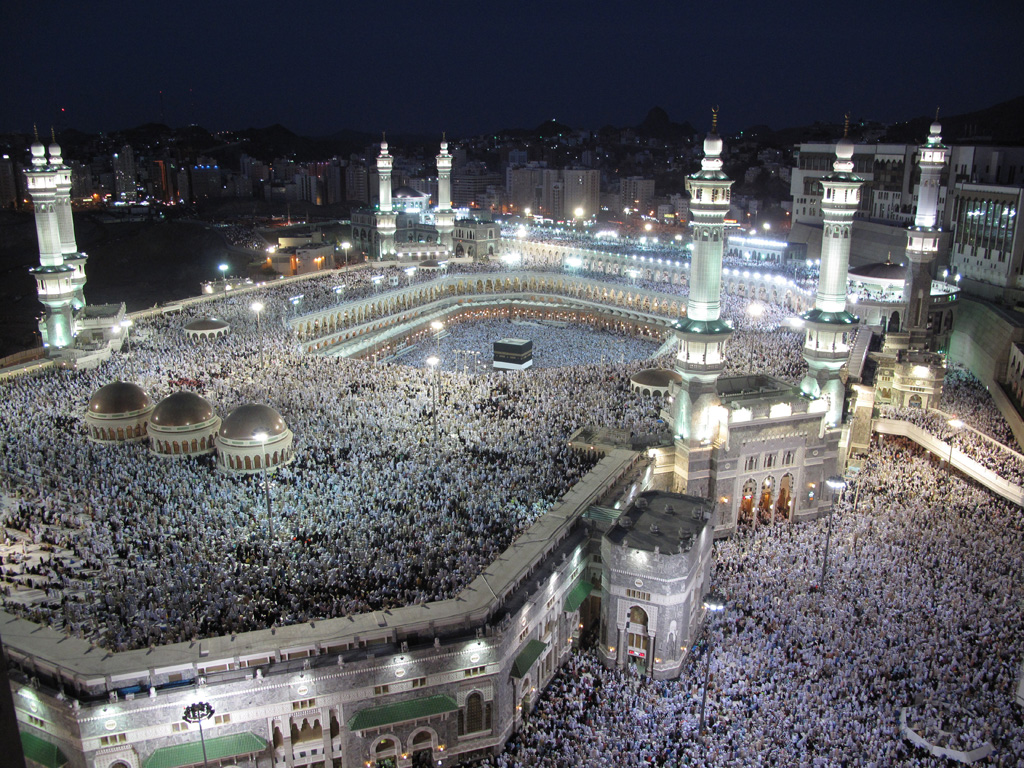
Alminares de la Masjid al-Haram de La Meca.

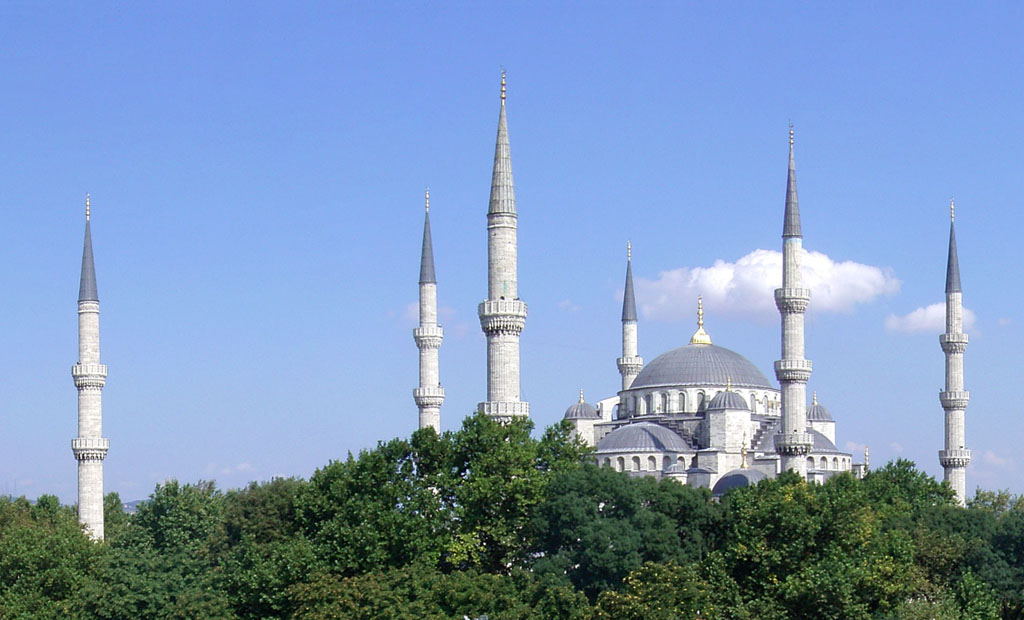
Los seis minaretes de la Mezquita Azul de Estambul.

La forma y número de los alminares varía según las zonas:
En el oriente musulmán son habituales las mezquitas con más de uno, generalmente dos o cuatro, y de forma variable. Son característicos en los lugares de influencia otomana los esbeltos minaretes de sección circular, con un balcón sobresaliente y un tejado cónico. El número de los minaretes también es significativo: cuando el sultán Ahmed I mandó levantar seis minaretes en la Mezquita Azul de Estambul, fue criticado porque hasta entonces solo tenía ese número Masjid al-Haram ("la mezquita sagrada" de La Meca, donde se custodia la Kaaba); el sultán solucionó el problema mandando construir un séptimo alminar en La Meca.
En el Magreb las mezquitas suelen tener solo uno, de planta cuadrada.

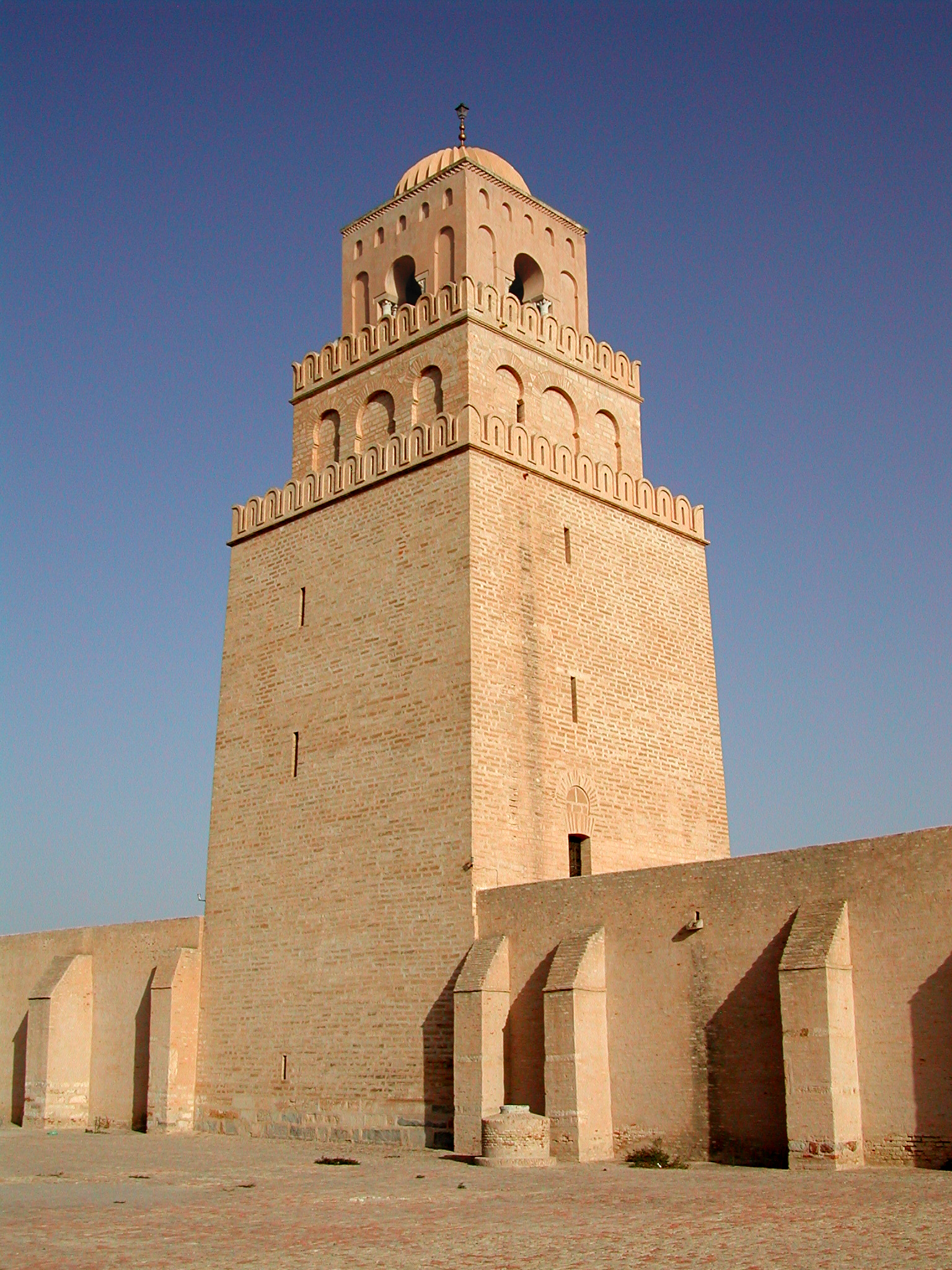
Alminar de la mezquita de Uqba (Cairuán) (Túnez), el más antiguo del mundo que se conserva.

Malwiyya, el alminar de la mezquita de Samarra (Irak), una espiral ascendente, se inspira lejanamente en la forma de los ziggurat; e influyó en el de la mezquita de Ibn Tulun de El Cairo.

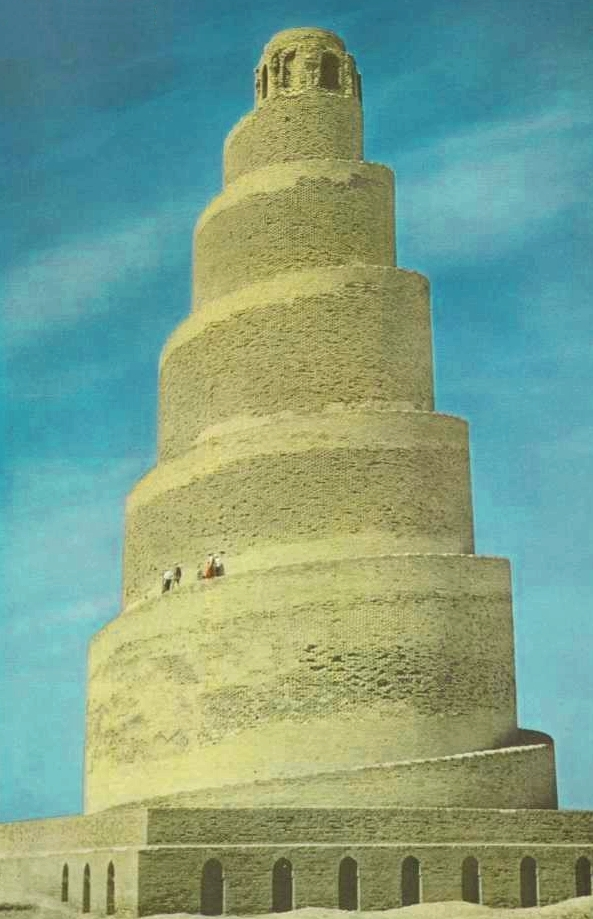
Alminar de la mezquita de Samarra.
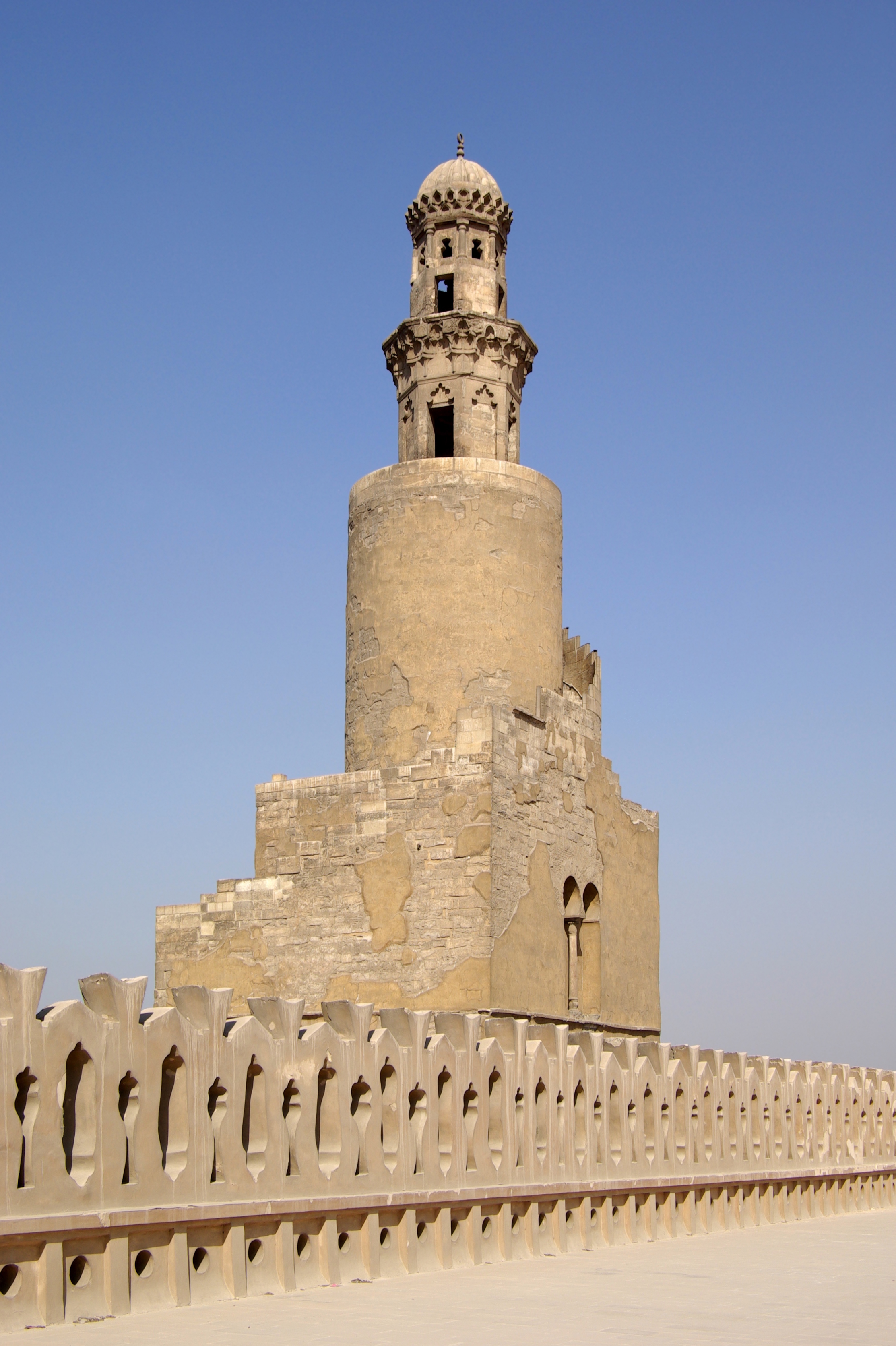
Alminar de la mezquita de Ibn Tulun.

En Tombuctú son característicos los alminares de tierra, paja y madera, tres de los cuales (en conjunto con sus mezquitas-madrasa) han sido declarados patrimonio de la humanidad por la UNESCO (Sankore, Djinguereber y Sidi Yahya).

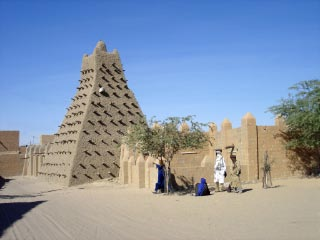
Alminar de la mezquita de Sankore.
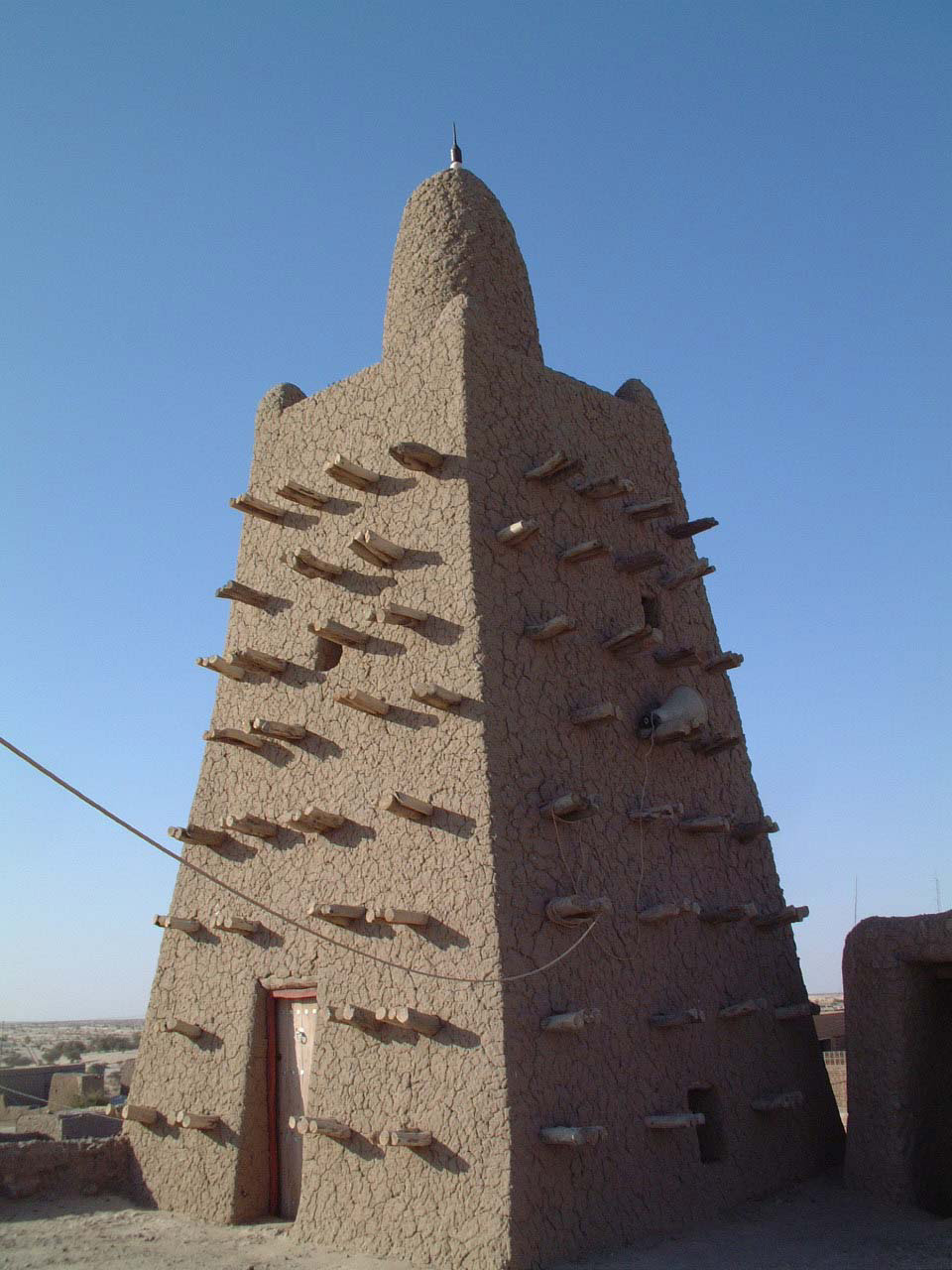
Alminar de la mezquita de Djingereber.

A lo largo y ancho del mundo podemos encontrar otros muchos y diversos tipos de alminares de diversas corrientes artísticas y de diferentes periodos históricos

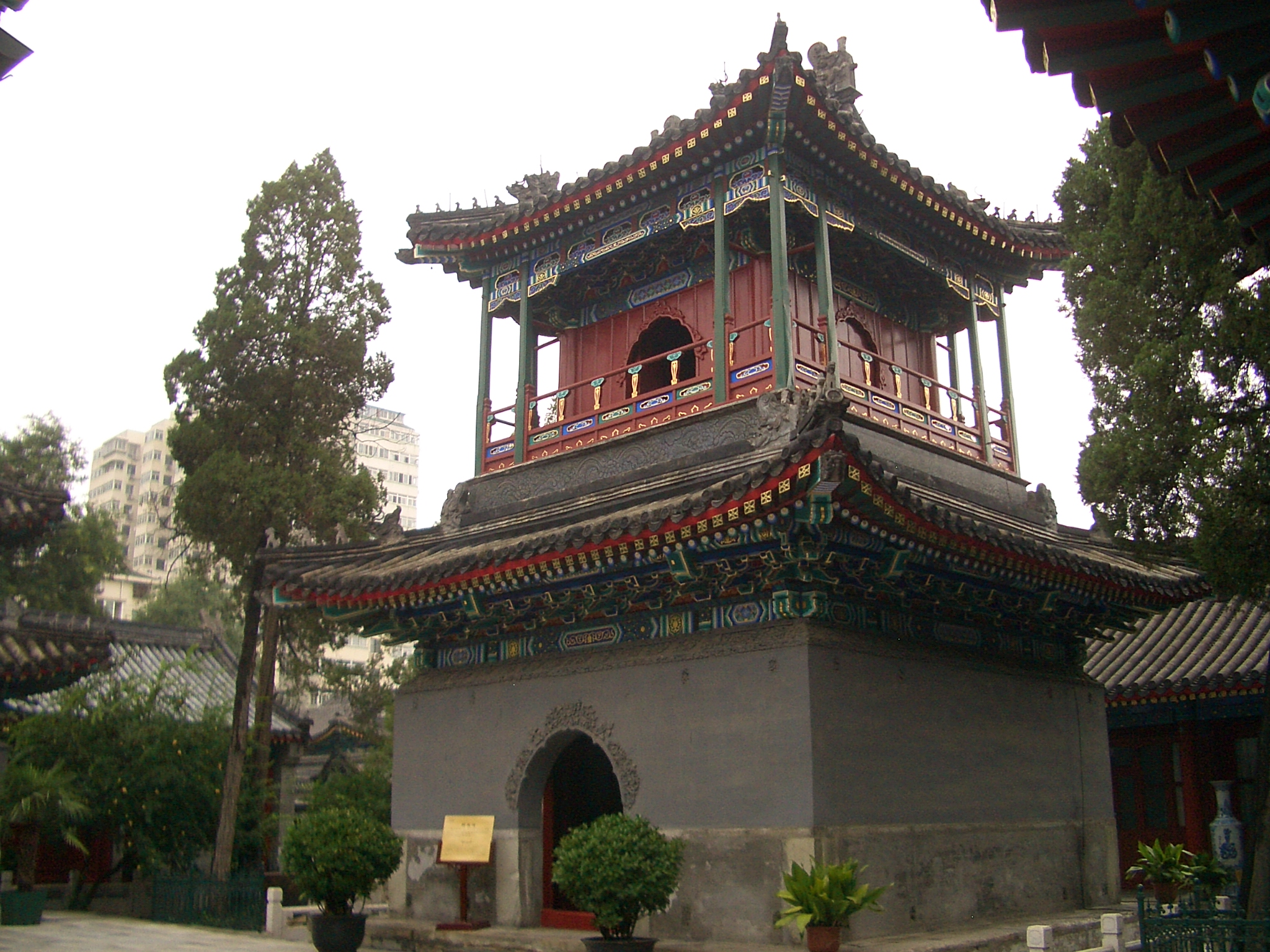
Alminar de la Mezquita de Niujie (Pekín).
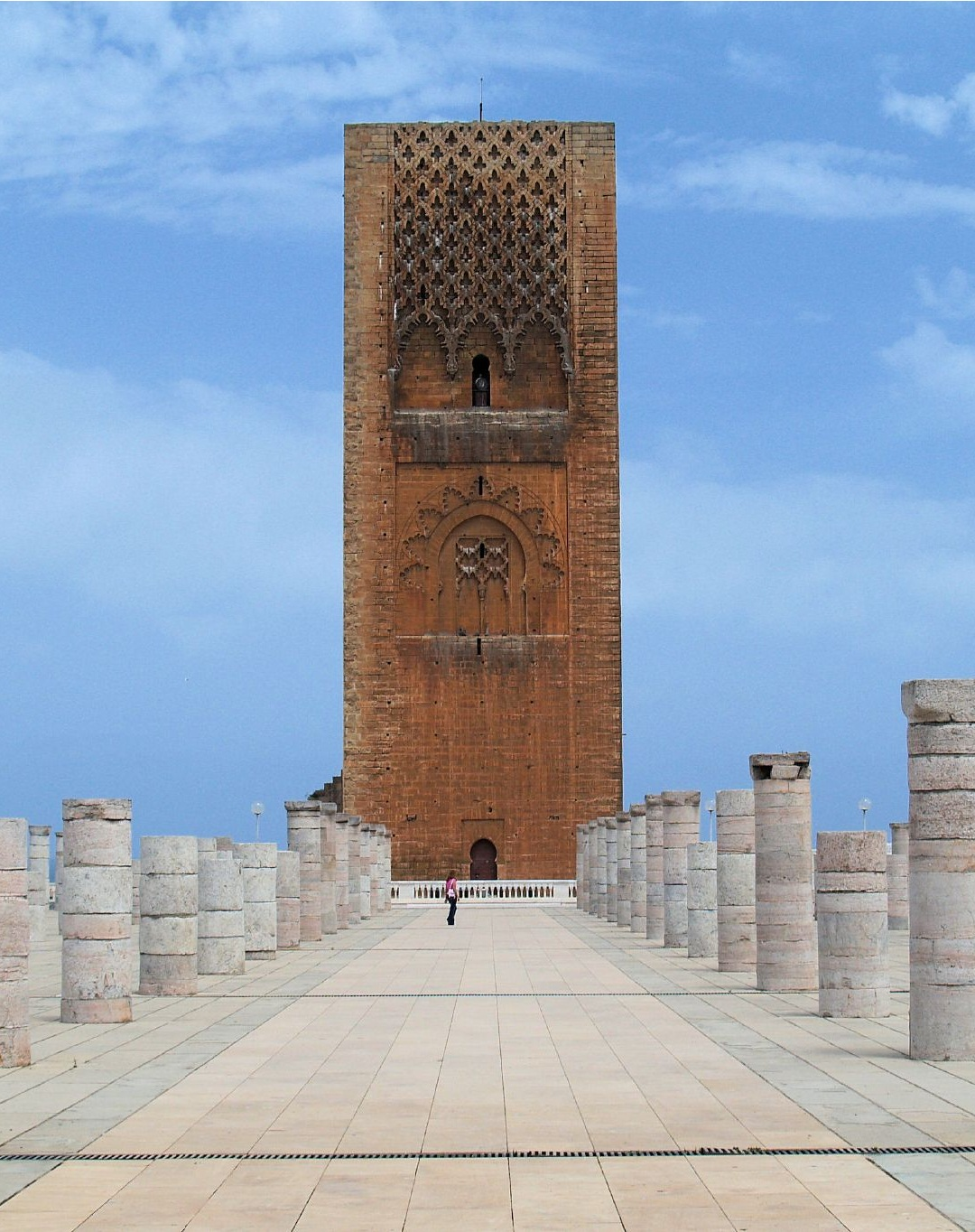
Torre Hasán (Rabat).
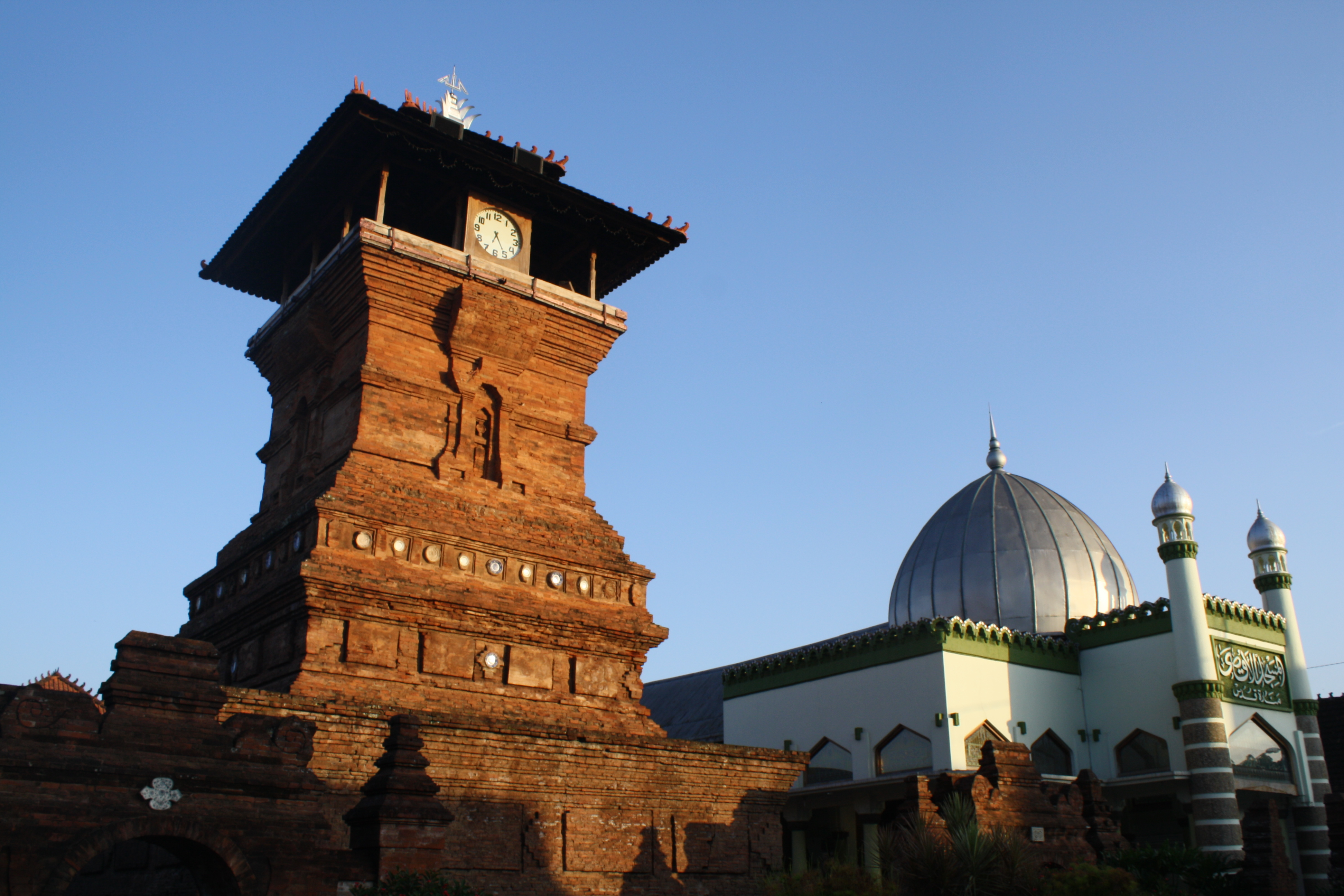
Mezquita de Al-Manar, en la isla de Java.
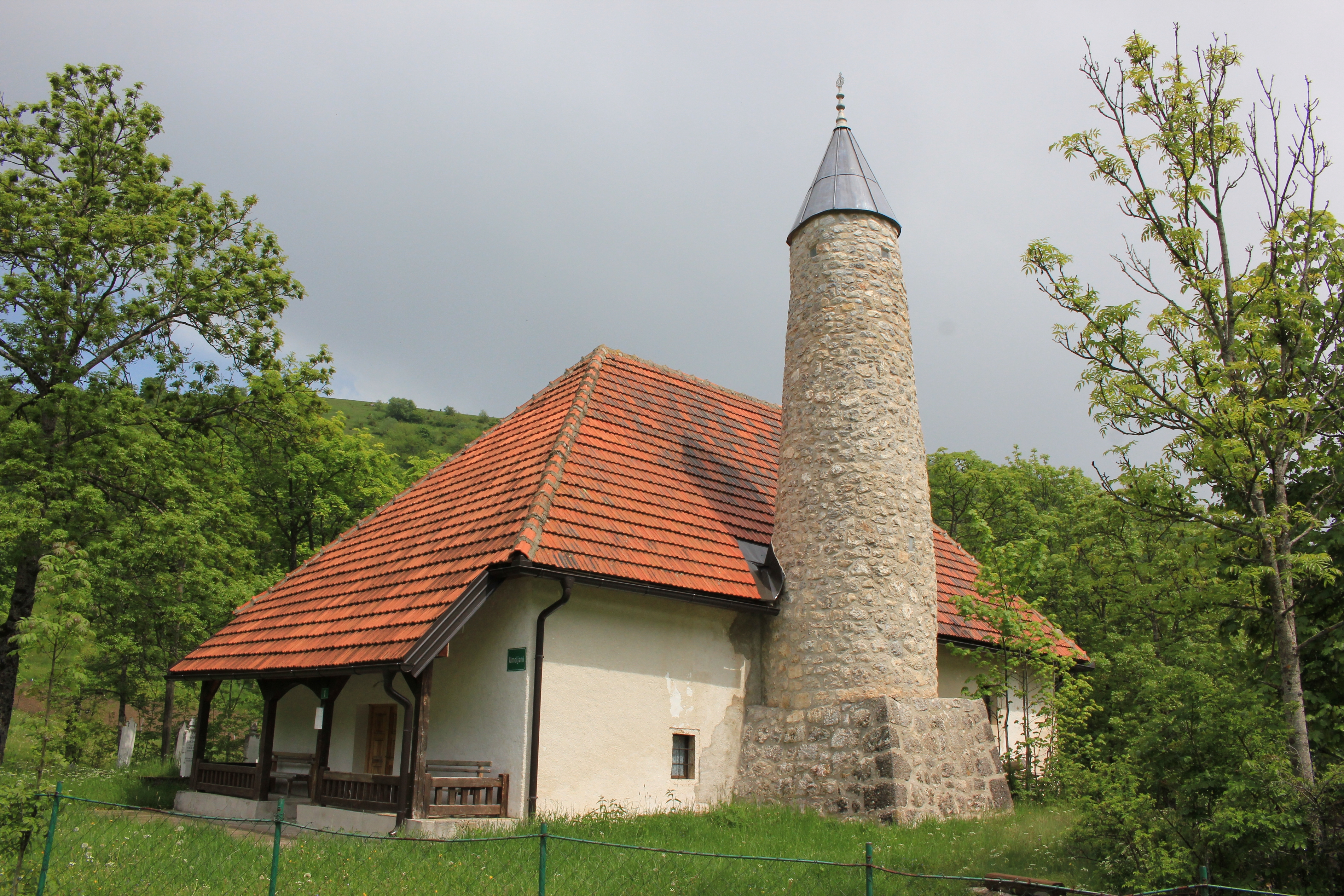
Mezquita de Umoljani (Cantón de Sarajevo, Bosnia).

## Orígenes

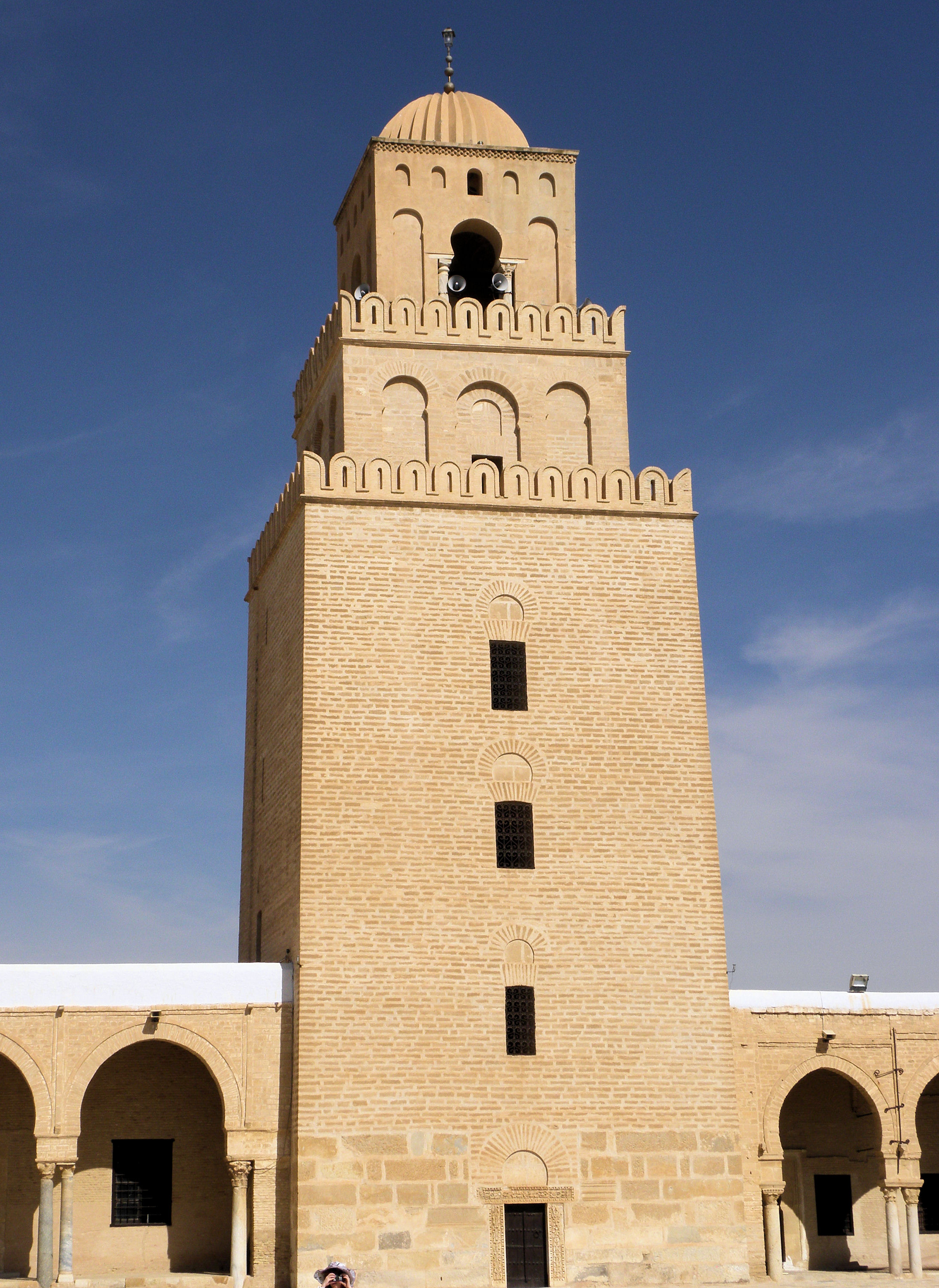
Alminar de la Gran Mezquita de Cairuán en Túnez, uno de los alminares más antiguos del mundo

Las primeras mezquitas carecían de alminares y la llamada a la oración a menudo se realizaba desde estructuras de torres más pequeñas. La comunidad musulmana temprana de Medina hacía el llamado a la oración desde la entrada o el techo de la casa de Mahoma, que también servía como lugar para la oración, y esta continuó siendo la práctica en las mezquitas durante el período de los cuatro califas Rashidun (632-661).: 23, 28 
El origen del alminar no está claro. Numerosos estudiosos del siglo XIX y principios del XX rastrearon el origen de los alminares hasta el período del califato omeya (661–750) y creían que imitaban los campanarios de iglesias cristianas encontrados en Siria en aquellos tiempos.: 8  Otros han sugerido que estas torres se inspiraron en los zigurats de los santuarios babilónicos y asirios en Mesopotamia.: 8  Algunos académicos, como A. J. Butler o Hermann Thiersch, estuvieron de acuerdo en que los alminares sirios se derivaron de las torres de las iglesias, pero también argumentaron que los alminares de Egipto se inspiraron en la forma del Faro de Alejandría (que sobrevivió hasta la época medieval).: 8–10   K. A. C. Creswell, un orientalista inglés e importante estudioso de la arquitectura islámica de principios del siglo XX, contribuyó con un importante estudio sobre la cuestión en 1926, que luego se convirtió en la teoría académica estándar sobre el origen de los alminares durante aproximadamente cincuenta años.: 11 Creswell atribuyó el origen de las torres de los alminares a la influencia de las torres de iglesias sirias y consideró que los minaretes en espiral o helicoidales del período abasí derivaron de precedentes de zigurat locales, pero rechazó la posible influencia del Faro de Alejandría. También estableció que las primeras mezquitas no tenían alminares y sugirió que los primeros minaretes construidos de manera deliberada se construyeron para la mezquita de Amr ibn al-As en Fustat en el 673.: 12  En 1989, Jonathan Bloom publicó un nuevo estudio que sostenía que los primeros alminares genuinos no aparecieron sino hasta el siglo IX, bajo el dominio abasí, y que su propósito inicial no estaba relacionado con la llamada a la oración.
Referencias sobre la arquitectura islámica desde finales del siglo XX a menudo coinciden con la opinión de Bloom de que las mezquitas del califato omeya no tenían alminares en forma de torres. En lugar de torres, algunas mezquitas omeyas se construyeron con plataformas o refugios sobre sus tejados a los que se accedía por una escalera y desde las que los muecines podían emitir la llamada a la oración. Estas estructuras fueron denominadas mi'dhana («lugar del adhān») o ṣawma῾a («celda del monje», debido a su pequeño tamaño).: 132–137  Un ejemplo de estas plataformas está documentado durante la reconstrucción de la Mezquita de Amr ibn al-As en 673 por el gobernador local de Mu'awiya, Maslama ibn Mujallad al-Ansari, a quien el califa le dio órdenes de agregar una a cada una de las cuatro esquinas de la mezquita, similar a la Gran Mezquita de Damasco que tenía una ṣawma῾a encima de cada una de las torres de la época romana en sus cuatro esquinas.: 12  Fuentes históricas también mencionan tales características en mezquitas en otras partes del norte de África. En otro ejemplo, bajo el emirato omeya de al-Ándalus, el emir Hisham I ordenó la adición de una ṣawma'a a la Gran Mezquita de Córdoba en 793.: 21 
Una posible excepción a la ausencia de alminares en las torres está documentada en la renovación por parte del califa al-Walid de la Mezquita del Profeta en Medina a principios del siglo VIII, durante la cual construyó una torre, a la que se le da el nombre de manāra, en cada una de las cuatro esquinas de la mezquita. Sin embargo, no está claro qué función cumplían estas torres. No parecen haber sido utilizados para llamar a la oración y es posible que su propósito haya sido el de ser símbolos visuales del estatus de la mezquita.: 21 : 49–50  Fuentes históricas también hacen referencia a una manāra anterior, construida de piedra, que se agregó a la mezquita de Basora en 665 por el gobernador provincial omeya, pero no está del todo claro si era una torre o qué forma tenía, aunque debió tener un aspecto monumental.: 129, 134 

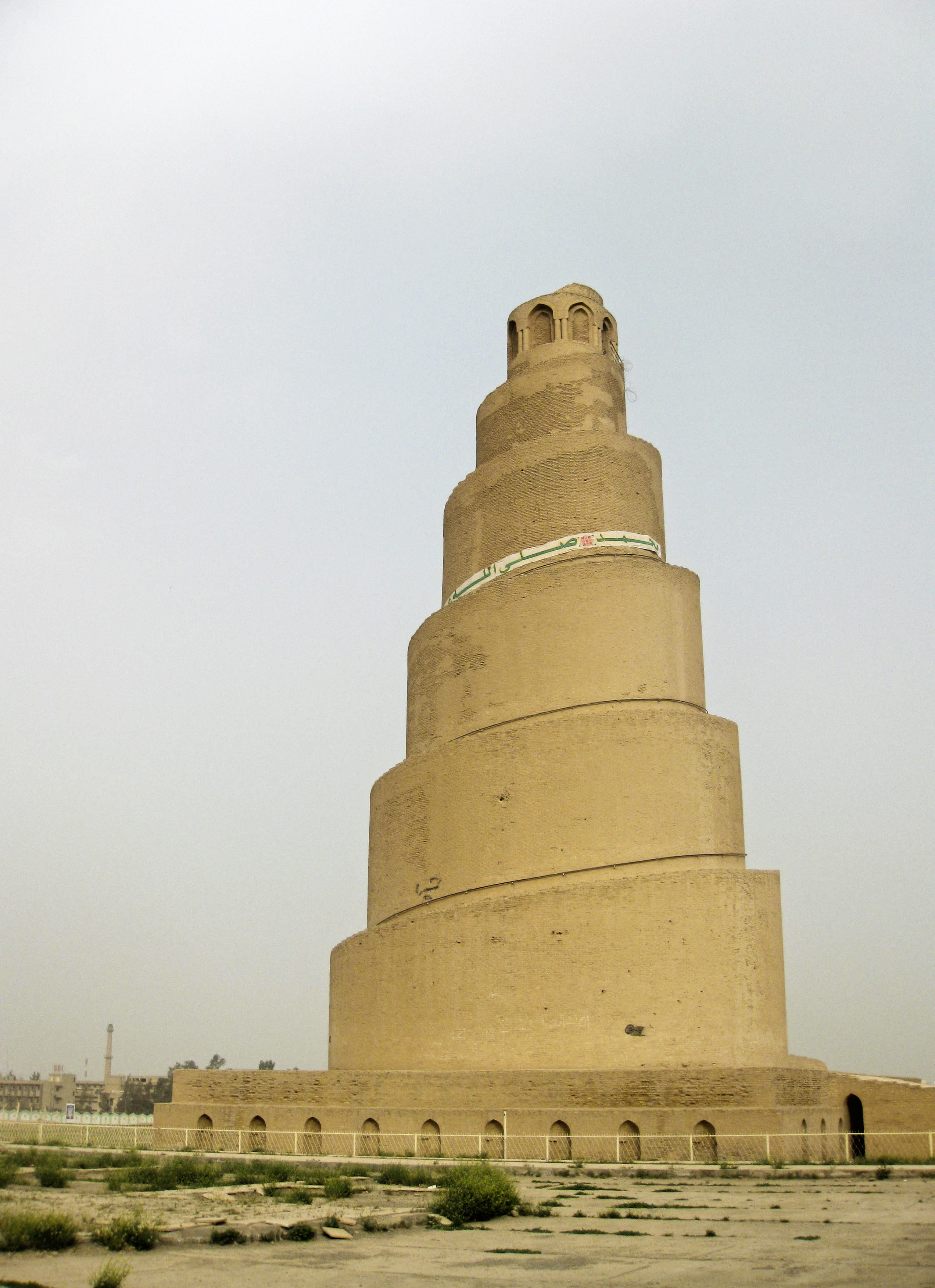
La Gran Mezquita de Samarra tiene un distintivo alminar en espiral (848–852)

Los primeros alminares conocidos construidos como torres aparecieron bajo el dominio abasí. Se agregaron cuatro torres a la Gran Mezquita de La Meca durante su reconstrucción abasí a finales del siglo VIII. En el siglo IX se construyeron alminares únicos en o cerca del centro del muro opuesto al muro de la alquibla de las mezquitas.: 72–79  Estas torres se construyeron a lo largo de todo el imperio en una proporción de alto a ancho de alrededor de 3:1.: 79  Uno de los alminares más antiguos que aún se conservan es el de la Gran Mezquita de Cairuán en Túnez, construido en 836 y bien conservado en la actualidad.: 73–75  Otros alminares que datan del mismo período, pero fechados con menos precisión, incluyen el alminar de la Mezquita aljama de Siraf, en la Provincia de Bushehr, actualmente el alminar más antiguo de Irán, así como el alminar frente al muro de la alquibla en la Gran Mezquita de Damasco (conocido como el «alminar de la Novia»), actualmente el alminar más antiguo de la región de Siria (aunque su sección superior probablemente fue reconstruida varias veces). En Samarra, la capital del califato abasí en el actual Irak, la Gran Mezquita de Samarra se construyó entre los años 848 y 852 y tenía un enorme alminar helicoidal detrás de su muro norte. Su diseño se repitió en la cercana mezquita de Abu Dulaf (861).: 76   La teoría previa que proponía que estos alminares helicoidales se inspiraron en los antiguos zigurats mesopotámicos ha sido cuestionada y rechazada por algunos académicos posteriores, entre ellos Richard Ettinghausen, Oleg Grabar o Jonathan Bloom.: 30 
Bloom también sostiene que los primeros alminares abasíes no se construyeron para albergar el llamado a la oración, sino que fueron adoptados como símbolos del islam adecuados para importantes mezquitas congregacionales. Su asociación con los muecines y la llamada a la oración sólo se desarrolló posteriormente.: 64, 107–108 En tanto que los primeros alminares fueron construidos por los abasíes y tenían un valor simbólico asociado con ellos, algunos de los regímenes islámicos opuestos a los abasíes, como como los fatimíes, generalmente se abstuvieron de construirlos durante estos primeros siglos. La evidencia más antigua de que se utilizaron alminares para albergar la llamada a la oración data del siglo X y no fue sino hasta el siglo XI que los alminares se convirtieron en una característica casi universal de las mezquitas.: xvii, 64 